# ديفيد بيدرسن
ديفيد بيدرسن (بالنرويجية البوكمول: David Pedersen)‏ هو مغني نرويجي، ولد في 15 مايو 1986.

## وصلات خارجية
- الموقع الرسمي
- ديفيد بيدرسن على موقع IMDb (الإنجليزية)
- ديفيد بيدرسن على موقع ميوزك برينز (الإنجليزية)
- ديفيد بيدرسن على موقع ديسكوغز (الإنجليزية)